# Ореховка (Калининградская область)
Ореховка  — посёлок в Гурьевском городском округе Калининградской области. Входил в состав Низовского сельского поселения (упразднёно в 2014 году).

## История
Населенный пункт Подурен существовал уже в начале XVI века.
В 1946 году Подурен был переименован в поселок Ореховку.

## Население
| 2002 | 2010 |
| ---- | ---- |
| 22   | ↘21  |

В 1910 году в нем проживал 131 человек

## Известные уроженцы и жители
- Владимир Иванович Романов (род. 1950) — российский серийный убийца, насильник и педофил.